# Ираст-уровень
Ираст-уровень (от швед. yrast) — ближайший к основному состоянию энергетический уровень ядра с заданной величиной спина, то есть состояние ядра с наименьшей энергией, при определённом спине.
Энергетический уровень, следующий по величине за ираст-уровнем называется ирарэ-уровнем (от швед. yrare).
Совокупность всех ираст-уровней для различных спинов называется ираст-полосой, а совокупность ирарэ-уровней, соответственно, ирарэ-полосой.

## Ираст-ловушка
Примечательно, что ираст-уровни, соответствующие бо́льшим спинам могут лежать ниже соседних ираст-уровней с меньшим спином. Такие состояния называются ираст-ловушкой.
Ираст-ловушка может распасться только путём γ-переходов, но поскольку энергия соседних уровней больше, то переход происходит не на смежный ираст-уровень, а "перепрыгнув" его. Причём если ближайший ираст-уровень с меньшей энергией лежит далеко от ираст-ловушки, то распад будет сопровождаться большим изменением спина ({\displaystyle \Delta S>2}). Такой переход осуществляется с помощью радиационного перехода высокой мультипольности. Поскольку такие переходы всегда затруднены, то состояния, отвечающие ираст-ловушке, оказываются сравнительно долгоживущими. Поэтому часто ядерные изомеры с большим спином оказываются более долгоживущими, чем те же ядра в основном состоянии.
Например, у ядра 95Pd состояние со спином 21/2 (1914 кэВ) лежит ниже состояний со спинами 19/2 (2888 кэВ), 17/2 (2325 кэВ) и 15/2, то есть переход возможен только в состояние со спином 13/2. Поэтому период полураспада ираст-изомера 95mPd составляет 13,3 с, в то время как в основном состоянии со спином 9/2 — 10 с.

## Происхождение термина
Этот термин происходит от шведского yr — головокружительный. Yrast —  это превосходная степень слова yr, то есть означает «самый головокружительный», «потрясающий». Yrare соответствует сравнительной степени слова yr.